# Reiden
Reiden (toponimo tedesco) è un comune svizzero di 7 415 abitanti del Canton Lucerna, nel distretto di Willisau.

## Storia
Il 1º gennaio 2006 ha inglobato i comuni soppressi di Langnau bei Reiden (il quale a sua volta nel 1856 aveva inglobato quello di Mehlsecken) e Richenthal.

## Monumenti e luoghi d'interesse
- Chiesa parrocchiale cattolica di San Bartolomeo (o "chiesa inferiore"), attestata dal 1173, ristrutturata nel 1644-1662 e ricostruita nel 1793-1795[4];
- Ex Commenda gerosolimitana di Reiden, fondata nel 1280, ricostruita nel 1570 e nel 1700 circa e soppressa nel 1807[5];
- Chiesa parrocchiale riformata, eretta nel 1937[4].

## Società

### Evoluzione demografica
L'evoluzione demografica è riportata nella seguente tabella:
Abitanti censiti

## Geografia antropica

### Frazioni
Le frazioni di Reiden sono:
- Langnau bei Reiden[3]
  - Mehlsecken
- Reidermoos
- Richenthal[7]
  - Hueb

## Economia
L'economia locale si basa prevalentemente sul settore secondario e sul pendolarismo in uscita verso Zofingen.

## Infrastrutture e trasporti

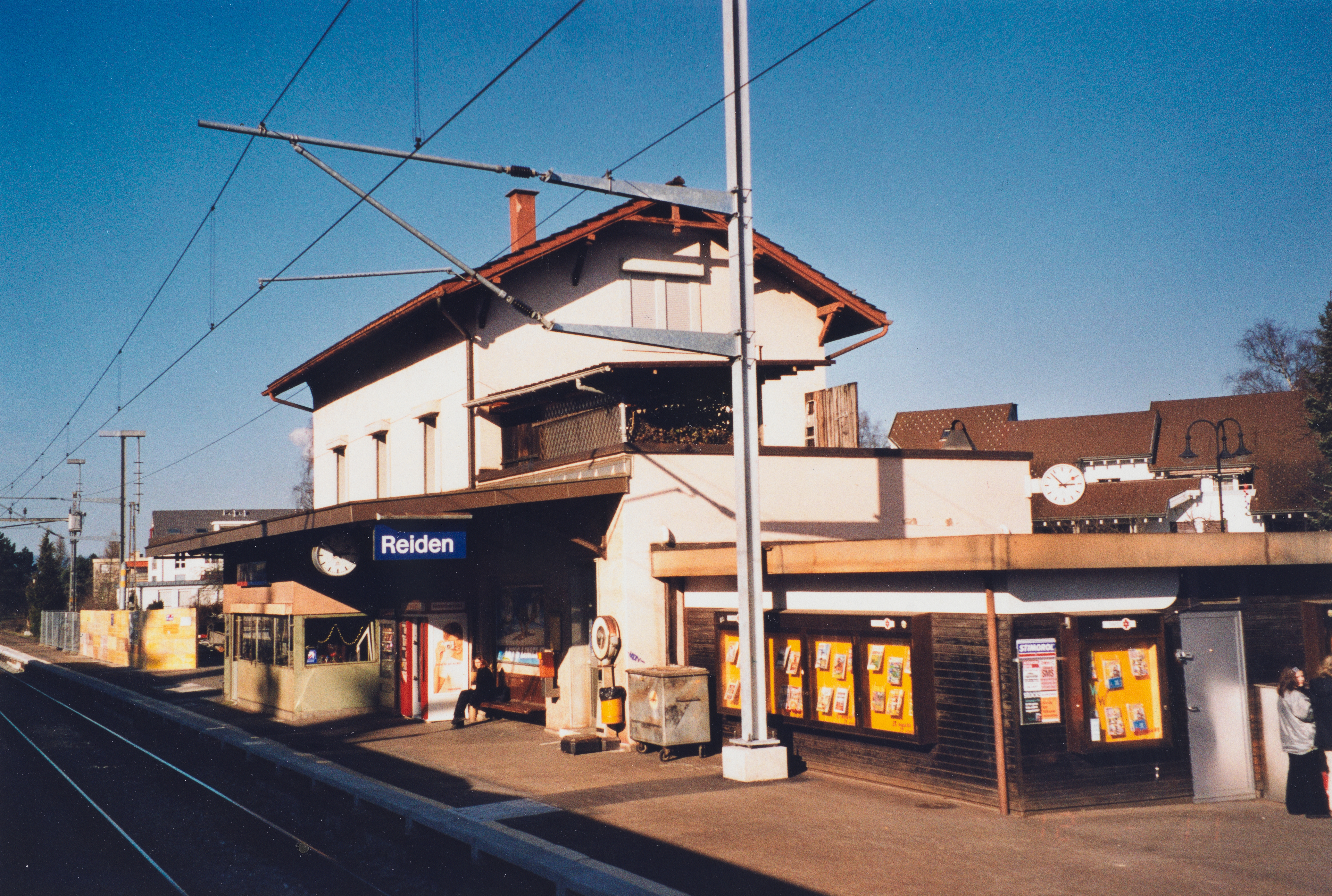
La stazione di Reiden

Reiden è servito dall'omonima uscita autostradale sulla A2 e dall'omonima stazione ferroviaria sulla linea Olten-Lucerna.